# 杨义臣
楊義臣（546年—617年），代人，本姓尉迟氏，隋朝軍人。

## 家世
楊義臣父尉迟崇，在北周任儀同大将軍，駐屯常山。楊堅为定州总管，尉迟崇知楊堅相貌非常，便结纳楊堅，楊堅以亲待之。580年，楊堅为丞相，尉迟迥乱起，尉迟崇与尉迟迥是親族，自囚入獄，送使者向杨坚表示願受刑罰。楊堅送書信安慰他，命他入朝置于側近。581年，隋朝建国，封秦興县公。一年後，在達奚長儒属下在周盤攻撃突厥，奮战而死。贈位大将軍、豫州刺史，子義臣袭官嗣爵。

## 生平
当时義臣年幼，養育在宮中，接受诏令担任宿卫如同千牛卫一样数年。文帝楊堅赐義臣姓楊氏，为皇侄孫，任陝州刺史。598年，突厥達頭可汗侵隋北边，義臣为行軍总管率兵3万出白道，遭遇突厥軍，撃破之。599年，突厥侵入雁門、馬邑，義臣反撃突厥軍。突厥軍退却至塞外，義臣追撃至大斤山。与太平公史万岁的軍队合军，撃破突厥軍。600年，史万岁被楊素陷害致死，義臣对突厥的战功竟没有記録。仁寿初年，任朔州总管。
604年，煬帝即位，漢王楊諒在并州反乱。代州总管李景被楊諒部将喬鍾葵包围，義臣去救援李景。義臣率2万兵，夜間出西陘，天明已進数十里。喬鍾葵見義臣兵少，全軍抵御。喬鍾葵次将王拔勇猛，善用矛，射之者不能中，每次都率数騎陷陣，義臣发愁。義臣募能抵挡王拔的人，車騎将軍楊思恩自请。義臣感楊思恩的意气，呼之：“壮士也！”赐酒。楊思恩看见王拔立于陣後，向地投酒杯，打馬向王拔之陣。再往不勝，義臣選騎士十数人跟随楊思恩。楊思恩突撃殺数人，直到王拔麾下。接近战中，短兵相接，楊思恩的騎士退却，楊思恩被王拔所殺。王拔乘胜攻撃，義臣軍退却十数里。義臣收回楊思恩的遺体，慟哭失声，舍弃楊思恩而退却得騎士皆腰斬。義臣自以为軍少，集軍中牛驢数千頭，命兵数百人持一鼓，在谷間潜驱。義臣在日落後挑战喬鍾葵軍，战斗開始後，駆牛驢快速前进。同時鸣鼓，尘埃张天，喬鍾葵軍不知实情，以为是伏兵而大潰逃走。義臣乘混乱撃破喬鍾葵軍。以功績進上大将軍，任相州刺史。
607年，召還为宗正卿，转任太僕卿。609年，对吐谷渾征战，駐屯琵琶峽。義臣的陣营南接元寿，北连段文振，在覆袁川包围吐谷渾王伏允。
612年，第一次遠征高句麗，率軍進肅慎道，至鴨绿江，与乙支文德战为先鋒，一日七勝。後諸軍皆敗，連座免官。不久復位。613年，第二次遠征高句麗，为隋軍副将，与宇文述共向平壤。至鴨绿江，爆发楊玄感之乱而返軍，检校趙郡太守。向海明乱起，在扶風、安定寇掠，義臣率隋軍平乱。614年、第三次遠征高句麗时，進位左光禄大夫。河北高士達、張金称乱起，集数万人。煬帝派遣段達討伐，不能勝利。616年，命義臣率遠征高句麗归還的数万兵討乱，義臣讓蘇定方指揮兵馬撃破高士達，斬張金称。又收容降伏的叛軍，入豆子䴚，討俘格謙。
煬帝忌惮義臣的威名，命他入朝，河北山東之乱复盛。義臣因功進位光禄大夫，任礼部尚書。不久，在任上去世。

## 墓地
2020年6月至2021年11月间，陕西省考古研究院在咸阳市渭城区底张街道和北杜街道发掘了杨义臣的墓地，墓地中志石已失，志盖记为“秦兴郡公尉氏墓志”。

## 传記資料
- 《隋書》卷六十三 列传第二十八
- 《北史》卷七十三 列传第六十一

## 外部連結
[在维基数据编辑]
 《北史·卷073》，出自李延壽《北史》
 《隋書·卷63》，出自魏徵《隋书》